# Міраж (фільм, 1965)
«Міраж» (англ. Mirage) — неонуар 1965 року режисера Едварда Дмитрика за сценарієм Пітера Стоуна, який засновано на романі Говарда Фаста «Занепалий ангел» 1952 року. У фільмі знімались Грегорі Пек, Діана Бейкер, Волтер Метгау, Джордж Кеннеді, Лейф Еріксон та Кевін Маккарті. Виробництвом та розповсюдженням фільму займалась компанія Universal Pictures.

## Сюжет
Бухгалтер Девід Стіллвелл (Грегорі Пек) вирішує сходами залишити будівлю, в якій працює — там раптово відключили електроенергію. Він зустрічає на сходах молоду жінку, Шейлу (Дайан Бейкер), яка вітає його так, ніби вони добре знають одне одного. Вона каже, що не знала, що він «повернувся», та стривожена, тікає в підвал.
На вулиці знаходять тіло бізнесмена та пацифіста Чарльза Келвіна (Вальтер Абель), який, вочевидь, вистрибнув зі свого кабінету в тій же будівлі, де працює Стілвелл. Випивши в барі через дорогу, Стілвелл повертається до будівлі, аби спуститись у підвал, куди втекла Шейла, але його не існує.
Після серії дивних та небезпечних подій, які продовжують відбуватись зі Стіллвеллом, він раптом усвідомлює, що не пам'ятає останніх двох років свого життя.

## У ролях
| Актор            | Роль              |
| ---------------- | ----------------- |
| Грегорі Пек      | Девід Стіллвелл   |
| Діана Бейкер     | Шейла             |
| Волтер Метгау    | Тед Кассель       |
| Кевін Маккарті   | Джозефсон         |
| Джек Вестон      | Дестер            |
| Лейф Еріксон     | майор Кроуфорд    |
| Вальтер Абель    | Чарльз Келвін     |
| Джордж Кеннеді   | Віллард           |
| Роберт Гарріз    | доктор Броуден    |
| Енн Сеймур       | Френсіс           |
| Гауз Джеймсон    | Бо                |
| Гері Роудз       | лейтенант Френкен |
| Сіл Ламон        | Бенні             |
| Ейлін Берел      | Айрен             |
| Ніл Фітцджеральд | Джо Тортл         |
| Франкілін Кавер  | голова групи      |

## Виробництво
Сценарій у гічкоківському стли був написаний Пітером Стоуном, якого надихнула стрічка «Шарада» . Меттау та Кеннеді також знімались у "Шараді.
Зйомки проходили у кількох локаціях Нью-Йоркського фінансового району. . Однією з ключових локацій у фільмі є Парк Батарея, де відбувалась прогулянка героїв Пека та Бейкер.
Зйомки проходили з 24 жовтня по 24 грудня 1964 року. У США прем'єра стрічки відбулась 26 травня 1965 року.